# Lycodapus psarostomatus
Lycodapus psarostomatus är en fiskart som beskrevs av Peden och Anderson, 1981. Lycodapus psarostomatus ingår i släktet Lycodapus och familjen tånglakefiskar. Inga underarter finns listade i Catalogue of Life.